# Розенбуш, Бутенант фон
Бутена́нт фон Ро́зенбуш (нем. Butenant von Rosenbusch) Генрих (нем. Heinrich) (Андрей Иванович Бутман, около 1634, Гамбург — 1 ноября 1701, Москва) — российский купец, промышленник и горнозаводчик, датский дипломат.

## Биография
Родился в Гамбурге, в Россию привезен ребёнком в 1630-е годы.
Осваивал торговое дело у приказчика Еремея Бурманса в компании гамбургского предпринимателя Давида Фермолена.
Первая крупная сделка Бутенанта (совместно с зятем Е. Траделом) — откуп рыбных промыслов в Коле в 1666 году.
С конца 1660-х годов в сотрудничестве с голландскими купцами экспортировал, в основном через Амстердам, поташ с казённых заводов. С партнёрами из Гамбурга (А. фон Сомм (нем. Som Diercksz)) импортировал в Россию оружие, «узорочные» товары, ефимки для перечеканки.
В 1672 году совместно Д. Артманом и В. Меллером из Голландии взял откуп на заготовку и экспорт мачтового леса. Откуп продолжался до конца XVII века.
После смерти компаньонов П. Марселиса-мл. и Е. ван дер Гаттена, с 1678 года стал единоличным владельцем Тульских, Каширских и Алексинских железоделательных заводов, а также Фоймогубской медеплавильной мануфактуры под Олонцом.
С 1679 года — торговый представитель Дании («фактор» датского короля Христиана V, а с 1684 года — «комиссар»).
Датский дворянин с 1688 года.
Бутенант был лично знаком с В. В. Голицыным, А. С. Матвеевым, Ф. Лефортом, приближен к Петру I, активно участвовал в создании российского флота.
Сын Бутенанта, Андрей (? — 1710), известен тем, что давал Петру I уроки фехтования и верховой езды.

## Дипломатическая деятельность
Бутенант был очевидцем восстания стрельцов в 1682 году, его донесения из Москвы в Гамбург — важнейший источник по истории восстания. Донесения впервые были опубликованы в Западной Европе. На русском языке изданы Н. Г. Устряловым в «Истории царствования Петра Великого».

## Деятельность по развитию металлургии
Бутенант известен как один из основателей чёрной металлургии в России.
Он отказался от убыточной разработки медных руд Заонежского полуострова в Фоймогубе и перевёл производство на добычу железных руд, выплавку железа и изготовление литых и кованных изделий. В 1681—1685 годах построил доменно-молотовые мануфактуры: Фоймогубскую, Лижемскую, Устрецкую и Кедрозерскую, — получившие общее название Олонецкие горные заводы, выполнявшие правительственные военные заказы. На Фоймогубском и Лижемском заводах было организовано доменное производство, все заводы имели «молотовые амбары» для обработки железа.
Работу производили приписные крестьяне Кижского погоста и других прилегающих районов Карелии. Произведённое железо шло в казну, а также экспортировалось в Западную Европу через Архангельск. По качеству железо не уступало лучшим европейским образцам. В 1680-х годах ежегодный экспорт с заводов Бутенанта составлял 6—7 тысяч пудов.
После смерти Бутенанта заводами управлял сын Андрей. Из указа Петра I от 5 января 1702 года:
«На Олонецких железных заводах иноземца Андрея Бутенанта фон Розенбуша вылить тотчас 100 пушек железных и чугунных самых добрых, без всяких изъянов, ядром по 12 фунтов да по 1000 ядер ко всякой пушке, и с Олонца, как ему уже указано, поставить в Новгород не позже марта 1702 года» [gorchev.lib.ru/ik/Predystoriya%20SPb_1703god/B1_Razdel_1/1_1_28.html]
В 1703 году Олонецкие горные заводы были выкуплены государством и отошли в казну. Часть оборудования и мастеров были переведены на строившийся в устье реки Лососинки государственный оружейный завод.

## Легенды
Предполагается, что Бутенанты вошли в русский народный фольклор под именем Бутмана Колывановича (или Колыбановича).